# Bielenhof
Bielenhof ist ein Weiler der Ortsgemeinde Wawern im Eifelkreis Bitburg-Prüm in Rheinland-Pfalz.

## Geographische Lage
Bielenhof liegt rund 1,3 km nördlich des Hauptortes Wawern auf einer Hochebene. Der Weiler besteht aus vier Gebäuden, von denen drei als Gehöft zusammenliegen und ein Gebäude befindet sich am Ende der Ortslage Wawern. Umgeben ist Bielenhof von umfangreichen landwirtschaftlichen Nutzflächen sowie einem ausgedehnten Waldgebieten im Norden und Westen. Westlich des Weilers fließt der Thierbach im Bereich des Waldgebietes.

## Geschichte
Zur genauen Entstehungsgeschichte des Weilers liegen keine Angaben vor.
Bielenhof ist einer der ursprünglichen drei Ortsteile von Wawern, die in dieser Konstellation heute nicht mehr existieren. Der Überlieferung nach überlebte allein eine Bewohnerin des Weilers die Pest während des Dreißigjährigen Krieges.

## Kultur und Sehenswürdigkeiten

### Wegekreuze
Im Bereich Bielenhof befinden sich zwei Wegekreuze. Diese wurde zum Gedenken an die Opfer der Pest errichtet und werden auch als Pestkreuze bezeichnet.

### Naherholung
Rund um Bielenhof verläuft der Wanderweg 8 der Ortsgemeinde Wawern mit einer Gesamtlänge von rund 7,7 km. Highlights am Weg sind das umfangreiche Waldgebiete nördlich von Bielenhof sowie mehrere Aussichtspunkte. Der Wanderweg führt zudem auch in die Ortslage von Wawern.

## Verkehr
Es existiert eine regelmäßige Busverbindung ab Wawern.
Bielenhof ist durch eine Gemeindestraße erschlossen und liegt nördlich der Kreisstraße 126.